# IV Liceum Ogólnokształcące im. Tadeusza Kościuszki w Toruniu
IV Liceum Ogólnokształcące im. Tadeusza Kościuszki w Toruniu – szkoła ponadpodstawowa, założona w 1945 roku w Toruniu. Mieści się przy ul. Warszawskiej 1/5.

## Historia
Szkoła powstała w 1945 roku jako IV Gimnazjum Koedukacyjne, z siedzibą w Toruniu, przy ulicy Mickiewicza 81, w budynku byłej niemieckiej radiostacji. Po miesięcznym „roku szkolnym” trwającym od czerwca do lipca 1945 roku, zarządzono wakacje, i nowy, pełny rok rozpoczęto 8 września 1945 roku. Dyrektorem szkoły został Jan Morawski, a liczyła ona 10 klas i 314 uczniów. W 1947 roku szkoła przeniesiona została do budynku przy ulicy Piekary i zmieniła nazwę na III Państwowe Gimnazjum i Liceum im. Tadeusza Kościuszki w Toruniu. Rok później przeniosła się do budynku przy placu Świerczewskiego. W 1957 roku placówka zaczęła funkcjonować pod nazwą IV Szkoła Podstawowa i Liceum Ogólnokształcące imienia Tadeusza Kościuszki w Toruniu.
W 2006 roku, Jolanta Krawczyk, dyrektorka szkoły w latach 1991–2005, otrzymała medal Thorunium (najwyższe odznaczenie, jakie może nadać Prezydent Miasta Torunia) za swoją pracę organizacyjną i zasługi dla miasta.

## Struktura organizacyjna
1 września 2010 roku przy IV Liceum Ogólnokształcącym uruchomiono Gimnazjum Dwujęzyczne nr 4. Głównym, obok polskiego, językiem nauczanym w szkole jest język francuski. Gimnazjum funkcjonuje pod patronatem Ambasady Republiki Francuskiej w Polsce oraz we współpracy z organizacją Alliance française. Szkoła funkcjonuje w trybie bezobwodowym, oferując kształcenie wszystkim absolwentom szkół podstawowych, bez względu na miejsce zamieszkania. Po utworzeniu tej placówki utworzyła ona wraz z IV Liceum Ogólnokształcącym Zespół Szkół Ogólnokształcących nr 4 w Toruniu.